# Jaswantnagar
Jaswantnagar – miasto w północnych Indiach w stanie Uttar Pradesh, na Nizinie Hindustańskiej.
Populacja miasta w 2001 roku wynosiła 25 346 mieszkańców.